# Contea di Schuylkill
La contea di Schuylkill (in inglese Schuylkill County) è una contea dello Stato della Pennsylvania, negli Stati Uniti. La popolazione al censimento del 2000 era di 150 336 abitanti. Il capoluogo di contea è Pottsville.

## Geografia
La contea si trova nella parte orientale dello Stato. È caratterizzata da un aspro terreno a creste e valli che comprende le montagne Mahantango, Broad, Sharp e Second. La contea è drenata dai fiumi West Branch Schuylkill e Little Schuylkill, oltre che dai torrenti Mahanoy, Catawissa, Mahantango e Swatara.

### Contee confinanti
- Contea di Columbia - nord
- Contea di Luzerne - nord
- Contea di Carbon - nord-est
- Contea di Lehigh - est
- Contea di Berks - sud
- Contea di Lebanon - sud-ovest
- Contea di Dauphin - ovest
- Contea di Northumberland - nord-ovest

## Storia
La contea fu creata nel 1811 da parte delle contee di Berks e Northampton e fu chiamata così per l'omonimo fiume. A sua volta, il fiume fu chiamato così perché i primi esploratori oltrepassarono la foce del fiume senza vederlo e quindi lo chiamaraono Schuylkill, che in olandese significa "torrente nascosto".

## Centri abitati[5]

### City
- Pottsville (capoluogo)

### Borough
| - Ashland‡ - Auburn - Coaldale - Cressona - Deer Lake | - Frackville - Gilberton - Girardville - Gordon - Landingville | - Mahanoy City - McAdoo - Mechanicsville - Middleport - Minersville | - Mount Carbon - New Philadelphia - New Ringgold - Orwigsburg - Palo Alto | - Pine Grove - Port Carbon - Port Clinton - Ringtown - Schuylkill Haven | - Shenandoah - St. Clair - Tamaqua - Tower City - Tremont |

### Township
| - Barry - Blythe - Branch - Butler - Cass | - Delano - East Brunswick - East Norwegian - East Union - Eldred | - Foster - Frailey - Hegins - Hubley - Kline | - Mahanoy - New Castle - North Manheim - North Union - Norwegian | - Pine Grove - Porter - Reilly - Rush Ryan - Schuylkill | - South Manheim - Tremont - Union - Upper Mahantongo - Walker | - Washington - Wayne - West Brunswick - West Mahanoy - West Penn |

### CDP
| - Altamont - Beurys Lake - Branchdale - Brandonville - Buck Run | - Cumbola - Delano - Donaldson - Duncott - Englewood | - Forestville - Fountain Springs - Friedensburg - Grier City - Heckscherville | - Hegins - Hometown - Kelayres - Klingerstown - Lake Wynonah | - Lavelle - Locustdale‡ - Marlin - McKeansburg - Muir | - New Boston-Morea - Newtown - Nuremberg‡ - Oneida - Orwin | - Park Crest - Ravine - Reinerton - Renningers - Seltzer | - Shenandoah Heights - Sheppton - Summit Station - Tuscarora - Valley View |

‡ = Condiviso con altra contea.